# Roger Kong
Roger Kong (* 22. September 1984 in Berlin) ist ein ehemaliger deutscher Wasserballspieler.

## Sportliche Karriere
Roger Kong war in der Saison 2006/07 Ersatztorwart der Wasserfreunde Spandau 04 für Alexander Tchigir und wurde in dieser Saison erstmals Deutscher Meister. Mit diesem Torhütergespann folgten bis zur Saison 2009/10 drei weitere Meistertitel. Danach wechselte Roger Kong zu SG W98/Waspo Hannover, der Verein firmiert seit 2012 als Waspo 98 Hannover.
Roger Kong spielte bei drei Weltmeisterschaften in der deutschen Wasserballnationalmannschaft. Bei der Weltmeisterschaft 2009 in Rom belegte die deutsche Mannschaft den sechsten Platz, nachdem sie im Viertelfinale gegen das Team aus den Vereinigten Staaten verloren hatte. 2011 in Shanghai unterlag die deutsche Mannschaft im Viertelfinale den Serben und belegte am Ende den achten Rang. 2013 in Barcelona belegten die Deutschen den zehnten Platz, nachdem sie im Achtelfinale gegen die Australier verloren hatten. Während 2009 und 2011 Tchigir und Kong das deutsche Torhüterduo bildeten, war 2013 Moritz Schenkel der Torhüter mit der größeren Einsatzzeit vor Roger Kong. 2014 bildeten Schenkel und Kong das Torhütergespann bei der Europameisterschaft in Budapest. Die deutsche Mannschaft belegte den neunten Platz.